# Alicja Burbon-Parmeńska (1849–1935)
Alicja Maria Karolina Ferdynanda Rachael Giovanna Filomena Burbon-Parmeńska (ur. 27 grudnia 1849 w Parmie, zm. 16 stycznia 1935 w Schwertbergu w powiecie Perg) – księżniczka Parmy z dynastii Burbonów, wielka księżna Toskanii.

## Życiorys
Alicja była córką Karola III Parmeńskiego (1823–1854) i francuskiej księżniczki – Ludwiki d'Artois (1819–1864), jedynej córki Karola Ferdynanda, księcia Berry, i jego żony – Karoliny Burbon, księżniczki Obojga Sycylii.

### Małżeństwo i dzieci
11 stycznia 1868 roku, w Frohsdorfie wyszła za mąż za wielkiego księcia Ferdynanda IV Toskańskiego, arcyksięcia Austrii, najstarszego syna Leopolda II i Marii Antonietty Burbon, księżniczki Obojga Sycylii (Karolina i Maria Antonietta były przyrodnimi siostrami). Para miała 10 dzieci:
- Leopolda (1868–1935), zrzekł się praw do tronu w 1902, męża (1) Wilhelmine Abramovic, (2) Marii Ritter, (3) Clary Groger,
- Ludwikę (1870–1947), żonę Fryderyka Augusta III Wettyna, króla Saksonii,
- Józefa Ferdynanda (1872–1942), morganatycznego męża (1) Rosy Kaltenbrunner, (2) Gertrudy Tomanek,
- Piotra Ferdynanda (1874–1948), męża Marii Krystyny, księżniczki Obojga Sycylii,
- Henryka Ferdynanda (1878–1969), generała austriackiego, morganatycznego męża Marii Karoliny Ludescher,
- Annę Marię Teresę (1879–1961), żonę Jana, księcia Hohenlohe-Bartenstein,
- Małgorzatę Marię Albertynę (1881–1965),
- Germanę Marię Teresę (1884–1955),
- Roberta Ferdynanda Salwatora (1885–1895),
- Agnieszkę Marię Teresę (1891–1895).